# 104 Климена
104 Климена (енгл. 104 Klymene) је астероид главног астероидног појаса са пречником од приближно 123,68 km.
Афел астероида је на удаљености од 3,639 астрономских јединица (АЈ) од Сунца, а перихел на 2,663 АЈ.
Ексцентрицитет орбите износи 0,154, инклинација (нагиб) орбите у односу на раван еклиптике 2,789 степени, а орбитални период износи 2043,368 дана (5,594 година).
Апсолутна магнитуда астероида је 8,27 а геометријски албедо 0,056.
Астероид је откривен 13. септембра 1868. године.